# Hervormde Kerk (Babyloniënbroek)
De Hervormde Kerk is een kerkgebouw in Babyloniënbroek in de provincie Noord-Brabant.

## Geschiedenis
Al in de middeleeuwen stond op de plek van de huidige kerk een kapel die in de veertiende eeuw een rechtgesloten koor kreeg. Het schip van het kerkgebouw werd in 1664 gebouwd. De kerk was onder andere ook een toevluchtsoord bij overstromingen. Onder leiding van Elias Canneman verkreeg de kerk in 1947 een dakruiter. Het gebouw werd tussen 1971 en 1976 gerestaureerd.

## Interieur
De eikenhouten kansel van de Hervormde Kerk dateert uit 1631 en tegen de westmuur staat een neogotisch orgel uit 1904.